# Междузвездни войни: Епизод II - Клонираните атакуват
„Междузвездни войни: Епизод II - Клонираните атакуват“ (на английски: Attack of the Clones) е вторият по хронология епизод от поредицата „Междузвездни войни“, но е петият заснет филм, издаден след Невидима заплаха.

## Сюжет
Внимание:  Текстът по-долу разкрива сюжета на произведението (или части от него)!
| „          | Преди много години в една далечна галактика... В Галактическия сенат настъпва смут. Няколко хиляди звездни системи заявяват намерението си да излязат от Републиката. Това сепаратистко движение, водено от тайнствения граф Дуку, прави невъзможно опазването на мира в галактиката от малобройните рицари джедаи. Сенатор Амидала, бившата кралица на Набу, се завръща в Галактическия сенат, за да гласува по критичен въпрос – създаването на армия на Републиката, която да подпомогне затруднените джедаи... | “ |
| Встъпление | |   |

Действието във филма се развива 10 години след събитията, разказани в „Невидима заплаха“. Настъпили са значими промени както в галактиката, така и в живота на главните герои. Анакин Скайуокър вече е напреднал в овладяване на джедайските умения под ръководството на Оби-Уан Кеноби, който от ученик се е превърнал в учител, докато Падме се е издигнала до сенатор. В този филм се появява учителят на мъртвия Куай-Гон Джин – граф Дуку. Всъщност ситското му име е Дарт Тиранъс.
Появява се ловец на глави на име Джанго Фет, подчинен на Дуку. В началото той му заповядва да убие Падме, докато спи, и му дава два чифта отровни червея. Оби-Уан и Анакин обаче усещат това и още преди гадинките да са я отровили те ги разрязват на две. Но не самият Джанго ги е сложил на прозореца ѝ, а една машина-робот. В този миг Оби-Уан скача през прозореца и преди робота да се е измъкнал той се хваща за него. Анакин излита с кораба си. Джанго Фет също има и асистентка, на име Зен. Те я намират и ѝ отрязват ръката. Още преди тя да изрече името на ловеца на глави, той я застрелва, за да не го издаде. Зен умира, а джедаите се връщат в дома на Падме.
По образа, силата и поведението на Джанго каминоанците създават армия от клонинги. Клонингите се подчиняват безропотно на всичко, което нареди началника им. Джанго помолва да му дадат и малък клонинг – дете. Той да си го отгледа като свое и когато детето порасне да наследи баща си. Той го кръщава Боба Фет.
Анакин сънува кошмари, в които вижда, че майка му (Шми Скайуокър) умира. Уато я продал на един селянин и той се е оженил за нея. Но преди няколко дни са я отвлекли пясъчните хора. Анакин отива да я спаси. Но вместо това я намира изнасилена, изтощена, гладна и жадна. Гневът на Анакин към пясъчните хора е невъздържан. Той ги избива до крак – от най-едрия мъжкар до най-малкото дете.
По-късно успяват да хванат Падме, Анакин и Оби-Уан. Завързват ги и пускат срещу тях чудовища. Над арената, на нещо като тераса стоят Граф Дуку, Джанго Фет и още няколко дроиди. По някакъв начин Анакин, Падме и Оби-Уан се отвързват. И в този момент на арената излизат джедаи. 15 – 25 джедаи с лазерен меч и изключително добро бойно обучение. А на терасата пристига Мейс Уинду – велик майстор от ранга на Йода и джедаите от Съвета. Граф Дуку се прави на изненадан. Но какво се случва и Уинду слиза на арената. Един от джедаите със скок се качва на терасата и се опитва да посече Дуку, но не знае за Фет, който го прострелва 3 – 4 пъти с неповторимия си бластер (оръжие с формата на пистолет, изстрелващ лазерни лъчи, а не куршуми). По-късно и Фет слиза на бойното поле, но Уинду го осакатява и го убива. Въпреки това джедаите отстъпват по численост на дроидите. Тогава идва боен кораб с качени на него Йода и цял боен отряд клонинги. От страх Дуку избягва. На друг кораб се качват Оби-Уан и Анакин и преследват Дуку до скривалището му. Там се опитват да го убият, но не успяват, защото той ги побеждава. Отсечената ръка на Анакин и леките наранявания по ръката и крака на Оби-Уан са ясен резултат. Обаче идва Йода. Той се оказва по-труден противник и Дуку избягва. По-късно Анакин и Падме се женят.

## Актьорски състав
| Актьор                 | Роля |
| ---------------------- | --- |
| Хейдън Кристенсен      | младият Анакин Скайуокър – джедай и падуан на Оби-Уан Кеноби                                               |
| Юън Макгрегър          | Оби-Уан Кеноби – майстор джедай и учител на Анакин Скайуокър                                               |
| Натали Портман         | Падме Амидала – кралица на планетата Набу                                                                  |
| Иън Макдайърмид        | Шив Палпатин – канцлер, бивш сенатор от планетата Набу                                                     |
| Кристофър Лий          | Граф Дуку – могъщ сит, бивш майстор джедай и бивш ученик на Йода                                           |
| Франк Оз (само глас)   | Великият майстор Йода – най-могъщият джедай, един от последните представители на вида му                   |
| Самюъл Джаксън         | Мейс Уинду – майстор и могъщ джедай                                                                        |
| Антъни Даниълс         | C-3PO – дипломатически протоколен дроид                                                                    |
| Кени Бейкър            | R2-D2 – дроид астромеханик                                                                                 |
| Темуера Морисън        | Джанго Фет – убиец, наемник и „баща“ на Боба Фет                                                           |
| Даниел Логан           | Боба Фет – младият, клониран „син“ на Джанго Фет, бъдещ убиец и ловец на глави                             |
| Ахмед Бест (само глас) | Джар Джар Бинкс – гунган, генерал и сенатор от планетата Набу                                              |
| Лиана Уолсман          | Зам Уесел – върколак убийца и съучастница на Джанго Фет                                                    |
| Силас Карсън           | Нуте Гунрай – вицекрал на Търговската федерация Ки-Ади-Мунди – майстор джедай и член на Съвета на джедаите |
| Джими Смитс            | Баил Органа – сенатор от планетата Олдерон, бъдещ осиновител на Лея Органа                                 |
| Оливър Форд Дейвис     | Сио Библ – губернатор на планетата Набу                                                                    |
| Джей Лага'ая           | Грегар Тифу – новоназначеният капитан на охраната на кралица Амидала                                       |
| Пернила Август         | Шми Скайуокър – майката на Анакин Скайуокър                                                                |
| Роуз Бърн              | Дорме – една от прислужничките на кралица Амидала                                                          |
| Джак Томпсън           | Клиг Ларс – съпругът на Шми Скайуокър, бащата на Оуен Ларс и доведеният баща на Анакин Скайуокър           |
| Джоел Еджъртън         | Оуен Ларс – доведен брат на Анакин Скайуокър                                                               |
| Ейми Алън              | Айла Секюра - майстор-джедайка Туай'лек - вид човекоподобни извънземни, с чифт пипала на главите           |
| Закария Дженсен        | Кит Фисто - майстор-джедай Навтоланец - вид човекоподобни извънземи, наподобяващи Горгони                  |

## Български дублаж
| Озвучаващи артисти  | Йорданка Илова Ася Братанова Лина Златева Димитър Иванчев Стефан Сърчаджиев-Съра Владимир Колев |
| Преводач            | Ирина Ценкова                                                                                   |
| Тонрежисьор         | Цветомир Цветков                                                                                |
| Режисьор на дублажа | Димитър Кръстев                                                                                 |

| Роля             | Актьор              |
| ---------------- | ------------------- |
| Анакин           | Владимир Зомбори    |
| Оби-Уан          | Явор Караиванов     |
| Капитан Тайфо    | Христо Димитров     |
| Палпатин         | Любомир Младенов    |
| Мейс Уинду       | Петър Бонев         |
| Йода             | Петър Калчев        |
| Дарт Сидиъс      | Любомир Младенов    |
| Байл Органа      | Христо Димитров     |
| Джар-Джар        | Петър Бонев         |
| Джанго Фет       | Христо Димитров     |
| Елан Слизгабано  | Христо Димитров     |
| Декстър          | Николай Пърлев      |
| Губернатор Бибъл | Николай Пърлев      |
| Лама Су          | Христо Димитров     |
| Боба Фет         | Константин Димитров |
| Уато в           | Николай Пърле       |
| Трипио           | Георги Стоянов      |
| Оуен             | Христо Димитров     |
| Клиг Ларс        | Николай Пърлев      |
| Граф Дуку        | Георги Тодоров      |
| Нют              | Петър Върбанов      |
| Уат Тамбор       | Петър Върбанов      |
| Сан Хил          | Христо Димитров     |
| Куай-Гон         | Георги Тодоров      |
| Рун              | Николай Пърлев      |
| Падме            | Ева Данаилова       |
| Корде            | Надежда Панайотова  |
| Зам Уесъл        | Надежда Панайотова  |
| Дорме            | Надежда Панайотова  |
| Йокаста Ню       | Надежда Панайотова  |
| Кралица Джамилия | Надежда Панайотова  |
| Таун Уе          | Надежда Панайотова  |
| Шми              | Гергана Стоянова    |
| Беру             | Надежда Панайотова  |
| Шу Май           | Надежда Панайотова  |

| Режисьор               | Петър Върбанов   |
| Изпълнителен продуцент | Васил Новаков    |
| Преводач               | Христо Христов   |
| Тонрежисьор на записа  | Ангел Топорчев   |
| Тонрежисьор на микса   | Ангел Топорчев   |
| Студио                 | Александра Аудио |